# Model del cubell d'escombraries

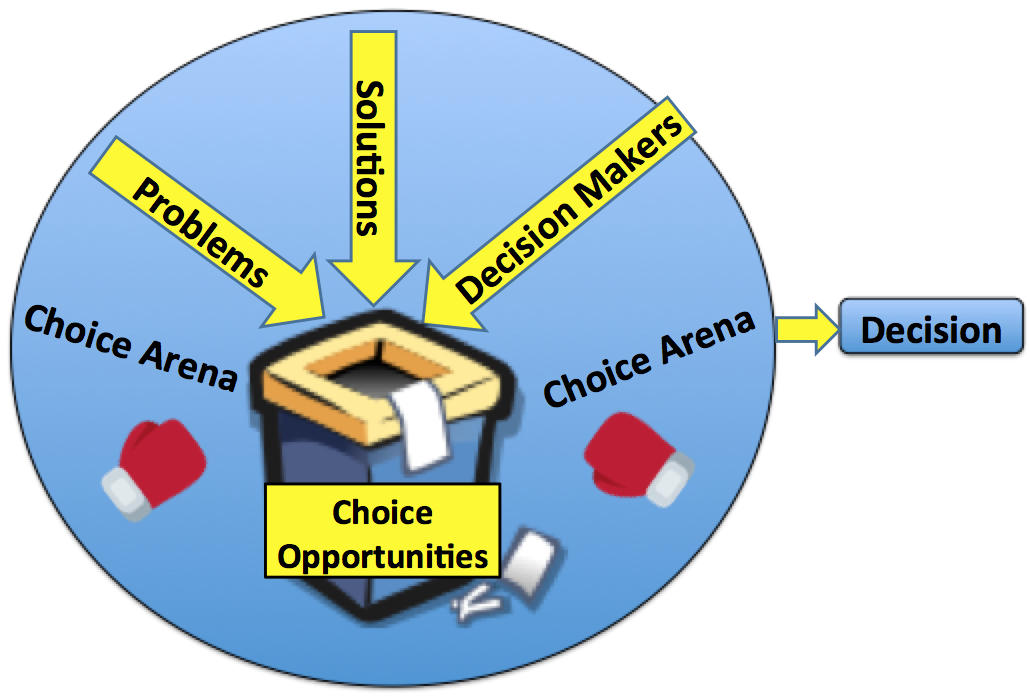
Il·lustració conceptual del model del cubell d'escombraries

El model del cubell d'escombraries descriu la realitat caòtica en la presa de decisions d'una anarquia organitzada, on s'observen organitzacions o situacions de decisió caracteritzades per preferències problemàtiques, incertesa o manca de viabilitat de les dades en la informació, i on la participació dels intervinents és fluida. Malgrat que algunes organitzacions (com ara les públiques, les educatives i les il·legítimes) sovint presenten per aquestes característiques de l'anarquia organitzada, els trets poden descriure parcialment qualsevol organització en algun moment. El model va aparèixer per primer cop l'any 1972 a l'article A Garbage Can Model of Organizational Choice, escrit per Michael D. Cohen, James G. March i Johan P. Olsen. Des de la perspectiva de Herbert Alexander Simon, el model és considerat una branca de la racionalitat limitada.
En aquest model, les situacions de decisió es comparen amb un cubell d'escombraries, on els participants llencen problemes i solucions de manera caòtica a mesura que es van generant. El model representa els problemes, les solucions i els participants com a tres fluxos independents, que només s'uneixen quan apareix el quart flux, l'oportunitat de tria. El resultat de la brossa en un sol cubell depèn de la barreja de cubells disponibles, i de quin tipus de brossa s'està generant en el moment. La barreja d'escombraries en un sol cubell també pot dependre de la velocitat a la qual es recull la brossa, és a dir, quant tarden els problemes, les solucions i els participants a seguir altres oportunitats de tria, o quanta estona segueix sent disponible l'opció actual. Aquesta visió anàrquica de la presa de decisions contrasta amb la teoria de la decisió tradicional, i se l'ha criticat per no tenir en compte l'estructura de l'organització i els processos de control.

## Nota
1. ↑  McFarland, Daniel; Gomez, Charles. «4». A: Organizational Analysis.  Coursera, 2013, p. 60–77.
2. 1 2 3  Cohen, M.D.; March, J.G.; Olsen, J.P. «A garbage can model of organizational choice». Administrative Science Quarterly, 17, 1, 1972, pàg. 1–25. DOI: 10.2307/2392088. JSTOR: 2392088.
3. ↑  Birnbaum, Robert «The Latent Organizational Functions of the Academic Senate: Why Senates Do Not Work But Will Not Go Away». The Journal of Higher Education, 60, 4, 1989, pàg. 423–443. JSTOR: 1982064.
4. ↑  Marriner Tomey, A.. Guia de Gestion y Direccion de Enfermeria: Incluye evolve.  Elsevier España, 15 octubre 2009, p. 66–. ISBN 9788480864435 [Consulta: 1r juliol 2011].
5. ↑  Steen, John; Ford, Jerad A.; Verreynne, Martie-Louise «Symbols, Sublimes, Solutions, and Problems: A Garbage Can Model of Megaprojects» (en anglès). Project Management Journal, 48, 6, 12-2017, pàg. 117–131. DOI: 10.1177/875697281704800609. ISSN: 8756-9728.